# Domingo Rodríguez Rodríguez
Domingo Rodríguez Rodríguez, Inca y Domingo das Perdices (Corzos, 1909 - Francia, 1999) fue un guerrillero antifranquista gallego.

## Trayectoria
Tras el golpe de Estado en España de julio de 1936, su madre fue quemada viva cuando los falangistas de la zona prendieron fuego a la vivienda familiar.[cita requerida] Formó parte del grupo de Alfredo Yáñez Domínguez (Aguirre) con Panarra, Serio, José Vega Seoane Animas y Sinsegundo, exmiembros de la Sociedad Obrera y Campesina de Jares que actuaron en Cabrera, Ponferrada, Viana del Bollo, El Bollo, El Barco de Valdeorras y La Gudiña. Fue militante del PCE. Fue juzgado en Orense por asesinato y declarado en rebeldía. En febrero de 1937 procedieron al decomiso de sus bienes. Se trasladó al área republicana de Asturias. A principios de los años cuarenta era el jefe del grupo guerrillero que actuaba en la Serra dos Corzos y en Terra do Bolo y Valdeorras dentro del II Grupo de la Federación de Guerrillas de León-Galicia, en el que estaban Mario Morán García, Arcadio Ríos Rodríguez, Alfredo Yáñez Domínguez y José Vega Seoane. Posteriormente se incorpora al grupo Cándido Losada Estévez (Malvavisco). En 1948 logró huir de Galicia y exiliarse en Francia. Murió en la región de París en 1999.